# Furiani
Furiani ist eine Gemeinde mit 6308 Einwohnern (Stand 1. Januar 2022) auf der französischen Insel Korsika. Sie gehört zum Département Haute-Corse, zum Arrondissement Bastia und zum Kanton Bastia-4.

## Geografie
Die Gemeinde Furiani, ein südlicher Vorort der Hafenstadt Bastia, liegt in der Ebene an der Küste des Tyrrhenischen Meeres. Ein Teil des Strandsees Étang de Biguglia liegt auf dem Gemeindegebiet. Das eigentliche Kerndorf liegt zwei Kilometer von der Ostküste Korsikas entfernt auf einem Hügel am Fuß des korsischen Gebirges.

## Bevölkerungsentwicklung
| Jahr      | 1962 | 1968 | 1975 | 1982 | 1990 | 1999 | 2007 | 2016 |
| --------- | ---- | ---- | ---- | ---- | ---- | ---- | ---- | ---- |
| Einwohner | 362  | 414  | 565  | 1323 | 3286 | 3902 | 4677 | 5682 |

## Infrastruktur
Furiani hat einen Bahnhof an der Bahnstrecke Bastia–Ajaccio, von der in Ponte-Leccia die Bahnstrecke Ponte-Leccia–Calvi abzweigt. Sowohl nach Ajaccio als auch nach Calvi bestehen durchgehende Zugverbindungen. Außerdem bedienen den Bahnhof die Vorortzüge zwischen Bastia und Casamozza (Streckenkilometer 21).